# هب ويلسون
هب ويلسون هو لاعب هوكي الجليد كندي، ولد في 13 مايو 1909 في أوتاوا في كندا، وتوفي في 15 يوليو 1999.

## وصلات خارجية
- هب ويلسون على موقع دوري الهوكي الوطني (الإنجليزية)
- هب ويلسون على موقع EliteProspects.com (الإنجليزية)
- هب ويلسون على موقع HockeyDB.com (الإنجليزية)
- هب ويلسون على موقع Hockey-Reference.com (الإنجليزية)